# Daniel Giacomino
Daniel Oscar Giacomino (Porteña, Córdoba, Argentina el 28 de junio de 1964) es un político argentino. Fue intendente de la ciudad de Córdoba, Argentina. Fue también viceintendente y presidente del Concejo Deliberante de la ciudad de Córdoba bajo la gestión de Luis Juez entre 2003 y 2005, cuando renunció para asumir la banca que ocupó en el Congreso como diputado por la provincia de Córdoba, hasta la presentación de su candidatura a intendente.
Entre 2011 y 2015 se desempeñó como Diputado de la Nación Argentina por la Provincia de Córdoba por el Frente para la Victoria.

## Biografía
Es licenciado en Química Farmacéutica egresado de la Universidad Nacional de Córdoba, director de Bienestar Estudiantil y Secretario de Asuntos Estudiantiles entre 1990 y 1991. Fue director del Centro Cultural Enrique Barros de la UNC (1989) y director ejecutivo del Laboratorio de Hemoderivados de esta universidad entre 1992 y 2003. Entre 1987 y 1988 fue conciliario estudiantil en la misma institución.
El quinto año de su carrera de grado lo cursó en Kentucky (Estados Unidos), a través de AFS Programas Interculturales entre 1981 y 1982. Además cursó el máster en Dirección de Empresas de la Universidad Católica de Córdoba.
En 2007 se presentó como candidato a Intendente de la ciudad por el Frente Cívico y Social acompañado por Carlos Vicente como vice y obtuvo la mayoría de los votos según el recuento provisorio de las elecciones del 2 de septiembre de 2007. El 10 de diciembre del mismo año asumió el cargo de intendente por el término de cuatro años. 
Cuando cumplió su mandato, ingresó a la Diputado de la Nación Argentina por la Provincia de Córdoba por el Frente para la Victoria.
En 2012 presentó en el Congreso Nacional siete proyectos de ley entre los que se encontraban el Programa Nacional de capacitación y formación integral de funcionarios  contra la violencia de género. En 2013 presentó 11, entre los que s encontraba la ley de transparencia y acceso a la información pública, la creación del "Régimen Nacional de desarrollo sostenible", las modificaciones de la LEY N.º 23.592 de Actos Discriminatorios para incluir la homofobia dentro de los mismos, el proyecto de ley de Presupuestos mínimos para la mitigación de inundaciones  y adaptación al cambio climático"